# 황삼룡
황삼룡(黃三龍, 1916년 6월 27일~1976년 7월 17일)은 한국의 독립운동가이다.

## 생애
1916년 7월 27일, 황해도 신천에서 태어난 그는 1940년 11월에 시안(西安)에 있던 한국청년전지공작대에 입대하는 하고 중국 중앙전시간부훈련 제4단 특과총대 학원대한청반(中央戰時幹部訓練第四團特科總大學院隊韓靑班)에서 군사 및 정치 교육을 받았다. 이후 1940년 광복군 제5지대를 거쳐 제2지대 제2구대원으로 항일투쟁에 나섰다. 45년 한미합작특수훈련인 OSS훈련 정보·파괴반을 수료한 뒤, 국내정진군 황해도반 1조에서 임무를 기다리다 광복을 맞이했다.
사후에 1963년 대통령표창, 1977년 건국포장, 1990년 건국훈장 애국장이 추서되었다. 